# Online Bomberman
Online Bomberman fue un videojuego en línea de 2003 de la franquicia Bomberman; desarrollado por MGAME Corporation y Hudson Soft, y distribuido por Microsoft Windows en Japón, Corea del Sur, Taiwán, Hong Kong y Macao. Todos los servidores han sido cerrados permanentemente. Sin embargo, existe una versión hecha por fanes.

## Desarrollo
A comienzos de 2003, tras la fase de beta, Bomberman Online fue cerrado en Japón. El sitio web oficial declaró que el juego había sido postergado por depuración del código, y que se encontraba en desarrollo para un lanzamiento comercial.
El servidor de Taiwán prestaba servicio a las regiones de Taiwán, Hong Kong y Macao, pero el juego quebró en aquellas regiones el 1 de noviembre de 2005. En octubre de ese año, el sitio web de Taiwán, Hong Kong y Macao anunció que cerrarían los sitios y todos los servidores involucrados en el juego. Este anuncio sorprendió a muchos de los jugadores de aquellas regiones. En respuesta a esto, varios usuarios en los foros declararon que intentarían clonar el juego y configurar servidores privados, mientras que ningún moderador ni administrador hizo algo para detenerlos. El resultado fue un juego hecho por fanes llamado Bomberman Online International.
La versión japonesa volvió a estar en línea el 1 de diciembre de 2005 y fue cerrada nuevamente el 31 de julio de 2007.

## Jugabilidad
Existen cuatro modos de juego en Online Bomberman: «Supervivencia», «Pinta Paneles», «Hiperbomba», y «Pelea de Jefe».
En Supervivencia el jugador pelea en un equipo o por su cuenta. Deberá matar a todos los oponentes para ganar.
En Pinta Paneles se deberá pintar el suelo. Cuando un usuario suelta una bomba y explota, el suelo se pintará del color de su equipo. Si muere, revivirá, pero el color del suelo que haya pintado será borrado.
En Hiperbomba existen ítems especiales que se deben recolectar. Son 5 ítems en total. No obstante, solo se necesita juntar 3, y luego ir al centro del mapa para ganar. El desafío en este modo radica en decidir entre dejar morir al personaje o perder todos los ítems recolectados.
Existe el modo «Lluvia de bombas» donde se trata de esquivar bombas que caen sobre el mapa, y la meta es sobrevivir hasta el último momento. Lluvia de bombas es un modo poco habitual porque el jugador no puede colocar bombas, y solo puede estorbar a los enemigos mientras esquiva las bombas que caen, utilizando únicamente los ítems generados en el mapa. Un día fue remplazado por el modo «Supervivencia de Jefe».
En dicho modo, el jugador deberá elegir un jefe al cual enfrentarse. Este jefe colocará bombas especiales y se esconderá. Para luchar contra el jefe, el jugador puede comprar ítems para adquirir efectos especiales. En la versión coreana, este modo se llama Pelea de Jefe.
Se han encontrado 2 botones en los datos del juego con el texto «Submarino» y «Pelea de Ring» pero nunca han sido seleccionables en los lanzamientos.

### Tienda de ítems
A fines del 2004, Online Bomberman abrió una tienda de ítems en Taiwán y Hong Kong, donde los jugadores podían comprar ítems para el modo Pelea de Jefe, incluyendo cartas de personaje y de apodo. Las primeras eran personajes que requerían un pago en dinero real, y solo podían usarse por un corto período de tiempo. Existieron dos tipos de cartas de apodo. Un tipo de cartas cambiaba el cuadro del apodo, mientras que el otro modificaba el color del texto. Ambos ítems alteraban la presentación visual del nombre del jugador. Para comprar ítems en la tienda, se debían gastar Bomberyenes. Estos Bomberyenes podían obtenerse jugando, venciendo jefes, participando en torneos, o comprándolos con dinero real. La tienda de ítems también existió en la nueva versión del Online Bomberman japonés, pero también contenía ropa y accesorios para poder vestir al personaje del juego.

## Net de Bomberman
En 2004, Online Bomberman fue porteado para la PlayStation 2 solo en Japón bajo el nombre de Net de Bomberman. A diferencia del lanzamiento en Dreamcast exclusivo de Estados Unidos, fue diseñado completamente en torno a su multijugador en línea por suscripción (ahora difunto), sin ningún modo de juego local. Jugable únicamente en línea, el juego cuenta con diez mapas distintos basados en cuadrículas laberínticas vistas en títulos clásicos de Bomberman. Con una capacidad de hasta ocho jugadores, la meta es recolectar ítems y matar enemigos para desbloquear nuevos niveles. Los jugadores se podían comunicar entre sí por medio de un chat en línea.
De noviembre de 2003 a febrero de 2004, el juego pudo jugarse en una prueba gratuita de prelanzamiento. Tras haberse terminado ese período, el servicio requirió un pago mensual de ¥500 (sin incluir impuestos). En 2008, el servicio fue descontinuado.

## Online Bomberman Japón
Bomberman Online Japón (ボンバーマンオンライン Japan) es el sucesor de Bomberman Online. El software utiliza el servicio en línea 55Shock! de Shockwave Entertainment, Inc. Fue lanzado en PC solamente en Japón.
El jugador obtiene puntos de experiencia durante las batallas. Cada jugador tiene una barra de bomb waza. Cuando la barra se llena, recarga el medidor bomb waza. Y cuando el medidor está lleno, el jugador puede utilizar una técnica bomba. Los ítems recolectados en el camino pueden guardarse para ser usados más tarde. Como parte del lanzamiento del servicio, entre el 10 de septiembre y el 14 de octubre de 2008, los jugadores podían obtener armas como el martillo pippocon, la espada relámpago y la bomba de leche dekadeka al crear datos de guardado.
El 26 de diciembre de 2008, el servicio pago de Bomberman Online Japón fue interrumpido temporalmente. El 31 de enero de 2009, Shockwave Entertainment cerró su servicio en línea, afectando a Bomberman Online Japón. Como resultado, los suscriptores pagos fueron reembolsados. El 27 de mayo de 2009, el sitio web oficial de Hudson Soft anunció que el servicio terminaría el 3 de junio de ese mismo año.